# Glasögontjärnen, Ångermanland
Glasögontjärnen är en sjö i Örnsköldsviks kommun i Ångermanland och ingår i Gideälvens huvudavrinningsområde.